# (592149) 2014 OR394
(592149) 2014 OR394 est un transneptunien de la famille des objets épars, d'un diamètre estimé à 150 km.